# Кресценция (персонаж)
Кресценция (Crescentia) — героиня немецкой поэмы XIII века (изданной в «Gesammt-Abenteuer» Hagen’a, № 7).
Кресценция, супруга императора Дитриха, становится жертвой клеветы. Брошенная в Тибр, но спасённая, она, после ряда опасностей, при помощи святого Петра исцеляет своего мужа, заболевшего проказой.